# ブロモヨードメタン
ブロモヨードメタン（Bromoiodomethane）は、化学式がCH2BrIのクロロホルムに非常に溶けやすいハロメタンである。臨界温度は367.85°C、臨界圧力は6.3MPa、屈折率は1.6382 (20 ℃, D)。